# Fontenay-sous-Bois
Fontenay-sous-Bois là một xã trong vùng đô thị Paris, thuộc tỉnh Val-de-Marne, vùng hành chính Île-de-France của nước Pháp, có dân số là 50.921 người (thời điểm 1999). Tọa độ địa lý của xã là 48° 51' vĩ độ bắc, 02° 28' kinh độ đông. Fontenay-sous-Bois nằm trên độ cao trung bình là m mét trên mực nước biển, có điểm thấp nhất là 44 m mét và điểm cao nhất là 111 m mét.

## Thông tin nhân khẩu
| 1936   | 1946   | 1954   | 1962   | 1968   | 1975   | 1982   | 1990   | 1999   |
| ------ | ------ | ------ | ------ | ------ | ------ | ------ | ------ | ------ |
| 31 546 | 30 860 | 36 739 | 37 484 | 38 962 | 46 475 | 52 627 | 51 868 | 50 921 |

## Những người con của thành phố
- François Corbier, ca sĩ, diễn viên (sinh 1944)
- Valérie Mairesse, nữ diễn viên (sinh 1955)
- Samy Naceri, diễn viên (sinh 1961)
- Sandrine Bonnaire, nữ diễn viên (sinh 1967)
- Mathieu Kassovitz, diễn viên, đạo diễn (sinh 1967)
- Vanessa Paradis, nữ ca sĩ (sinh 1972)